# CD Tiburones Rojos de Veracruz

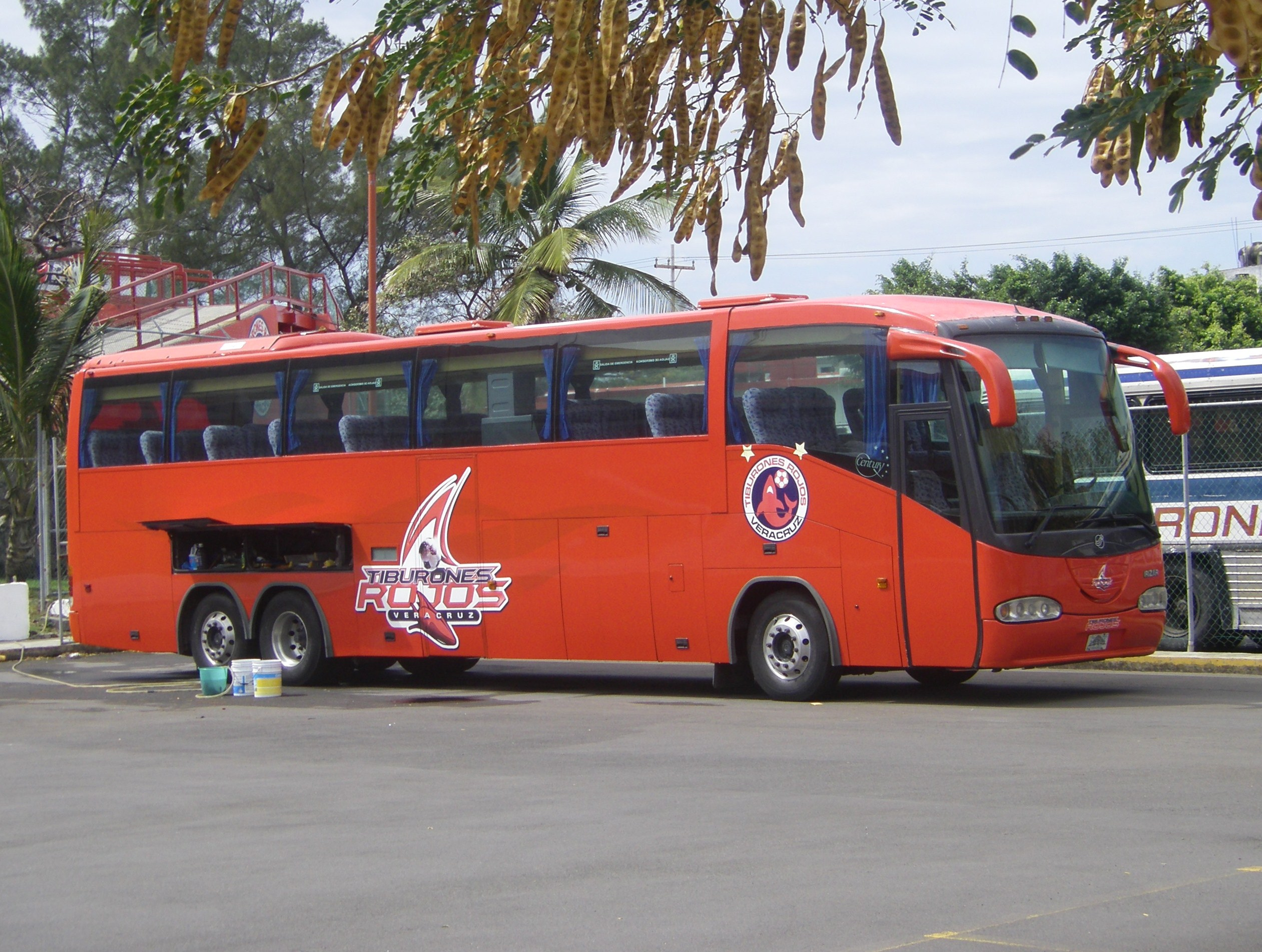
Spelersbus

CD Tiburones Rojos de Veracruz was een Mexicaanse voetbalclub uit Veracruz. De club is opgericht op 9 april 1943 en speelde in de Primera División.

## Erelijst
- Landskampioen

1946, 1950
- Beker van Mexico

1948, 2016 Clausura

## Bekende (oud-)spelers
Mexico
- Braulio Luna
- Adolfo Rios
- Cuauhtémoc Blanco
- Luis Hernández
- Fernando Arce
- Alfredo Tena
- Luís de la Fuente
- Cesareo Victorino
- Joaquín del Olmo
- Jorge Bernal
- Rafael Medina
- Fabián Villaseñor
- Alonso Sandoval
- Marco Palacios

Argentinië
- Edgardo Bauza
- Jorge Comas
- Christian Giménez
- Leandro Romagnoli
- Franco Pepino
- Santiago Raymonda
- Claudio Graf

Chili
- Sebastian Gonzalez
- Rodrigo Ruiz
- Héctor Mancilla

Brazilië
- Leandro Amaral
- Didi
- Kléber Boas
- Irênio

Colombia
- René Higuita
- Alexis Mendoza
- Tressor Moreno

Spanje
- José Bakero

Uruguay
- Gustavo Biscayzacú
- Mauricio Victorino

Peru
- Juan Carlos Oblitas
- Julio Ayllón

Paraguay
- Salustiano Candia

Costa Rica
- Oscar Rojas

Macedonië
- Saso Milosevski

Nederland
- Romeo Wouden